# Trần Ngọc Hùng
Trần Ngọc Hùng (sinh ngày: 12/9/1941 - mất ngày:24/8/2021) hiện là Chủ tịch Tổng Hội Xây dựng Việt Nam, nguyên phó Chủ nhiệm Văn phòng Quốc hội

## Tiểu sử
- 1959-1963: Học tại Khoa Xây dựng trường Đại học Bách Khoa Hà Nội
- 1963-1993: - Công tác tại Bộ Xây dựng.

- Kinh qua các chức vụ: Đội trưởng, Trưởng phòng Thi công, Chỉ huy
trưởng Công trường, Phó Giám đốc Công ty, Giám đốc Công ty, Phó
Tổng Giám đốc Tổng Công ty... 
- 1994-2003: Phó Chủ nhiệm Văn phòng Quốc hội
- 2003-2008: Phó Chủ tịch kiêm Tổng Thư ký Tổng Hội Xây dựng Việt Nam.
- 2008-2012: Chủ tịch Tổng Hội Xây dựng Việt Nam Khóa VI

Từ 2012: Chủ tịch Tổng Hội Xây dựng Việt Nam Khóa VII (2012-2017)

## Phong tặng
- Huân chương Kháng chiến Chống Mỹ cứu nước hạng 3
- Huân chương Lao động Hạng II
- Huân chương Lao động Hạng II do Nhà nước Lào trao tặng
- Huân chương Độc lập Hạng III